# Ortschaft
Ortschaft je izraz v nemško govorečih državah za naselje. 
V Nemčiji ima izraz Ortschaft (naselje) dvojni pomen, saj označuje tako organizacijski kot pravni status naselbine.
V Avstriji je Ortschaft osnovna enota v sistemu delitve naselij.
V Švici izraz Ortshaft označuje geografsko opredeljeno naselbinsko območje, ki ima uradno ime in poštno številko. Celotno ozemlje Švice je razdeljeno na Ortschaft-e (brez prekrivanja), kar pa ne velja za občine.

### Nemčija
V več nemških deželah se uporablja tudi za upravno razdelitev občin. Ti so bili opredeljeni v Gemeindeordnung ali Kommunalverfassung zvezne države. Tako je v zveznih deželah Baden-Württemberg, Spodnja Saška, Severno Porenje-Vestfalija, Saška, Saška-Anhalt in Turingija. Ortschaften pogosto, vendar ne vedno, sovpadajo s prejšnjimi občinami, ki so bile vključene v drugo občino. Prebivalce Ortschafta zastopa izvoljeni Ortschaftsrat (lokalni svet) in/ali Ortsvorsteher (lokalni predstavnik).

### Avstrija
Ortschaft je v  statističnem in administrativnem smislu podrazdelitev naseljenega območja znotraj političnih občinskih meja, pri čemer vsaka občina obsega vsaj eno naselje (Ortschaft).
Pod izrazom Ortschaft razumemo skupino hiš, ki jih je prvotno povezovala skupna konskripcijska številka (številka vpisnega registra).— Österreichisches Statistisches Zentralamt (Hrsg.): Die territorialen Grundlagen der österreichischen Bundesstatistik. Wien 1987, S. 14.
Občina je lahko sestavljena iz več Ortschaft-ov ali pa je enaka enemu samemu Ortschaft-u.— Österreichisches Statistisches Zentralamt (Hrsg.): Die territorialen Grundlagen der österreichischen Bundesstatistik. Wien 1987, S. 14.

#### Ortschaftskennziffer
Avstrijski statistični urad uporablja poseben sistem številčenja za Ortschaft-e v Avstriji, imenovan  številka naselja, Ortschaftskennziffer, ki v nasprotju s identifikacijsko številko občine (Gemeindekennziffer) in popisnimi okrajii/popisnimi okoliši/popisnimi območji, nima nima geografskega ali regionalnega pomena, ampak so oštevilčena po abecednem vrstnem redu na ravni celotne Avstrije.

### Švica
V Švici se ureadno uporablja izraz Ortschaft, če gre za geografsko opredeljeno naselbinsko območje, ki ima svoje ime in pripadajočo poštno številko.  Njihove meje pogosto niso enake občinskim mejam.